# Jérôme Keppene
Jean Jérôme Baudouin Keppene (Luik, 22 maart 1768 - 8 april 1859) was een Belgisch volksvertegenwoordiger.

## Levensloop
Keppene was een zoon van Jacques Keppene en van Marie-Jeanne Absil. Jacques was procureur van de officialiteit in Luik. Jérôme trouwde met Marie-Thérèse Quirini.
Jérôme werd eveneens procureur bij de officialiteit en werd vanaf 1802 pleitbezorger.
In 1835 werd hij verkozen tot katholiek volksvertegenwoordiger voor het arrondissement Luik en vervulde dit mandaat tot in 1839.